# Eileen Chang
Eileen Chang (Shanghai, 30 september 1920 –  Los Angeles, 8 september 1995), ook bekend als Zhang Ailing of Chang Ai-ling, was een in China geboren Amerikaans essayist, schrijver van novellen en films. 
Chang werd geboren in een aristocratisch milieu en tweetalig opgevoed in Shanghai. Ze groeide uit tot een literaire bekendheid vanaf 1943 in het door Japanners bezette Shanghai. Haar snelle opkomst werd ook snel afgebroken door haar huwelijk met de als collaborateur met de Japanners bekendstaande Hu Lancheng en na de communistische machtsovername in 1949. Zij week uit naar de Verenigde Staten. Ze had daar een tweede huwelijk. 
Rond 1970 werd ze herontdekt. Ongeveer 10 jaar later, na de dood van Mao Zedong, bereikte haar werk een nieuwe populariteit in Taiwan, Hongkong en op het vasteland van China, door belangstelling naar haar hervertelling van Chinese verhalen. 
Chang’s belangrijkste bijdrage was haar constructie van een alternatief verslag van de oorlogstijd, een die afweek van de grote berichtgevingen over nationale redding en revolutie. Haar impressionistische kijk op de moderne geschiedenis laten kleuren, vormen, lijnen, structuren en modes zien die zich vaak kristalliseren in de veranderende stijlen van vrouwenkleren. 
- Bibsys: 97005400
- Biblioteca Nacional de España: XX5627637
- Bibliothèque nationale de France: cb12536146z (data)
- Catàleg d'autoritats de noms i títols de Catalunya: 981058508671506706
- CiNii: DA06520648
- Gemeinsame Normdatei: 118947575
- International Standard Name Identifier: 0000 0001 0936 5864
- Library of Congress Control Number: n83124797
- Nationale Bibliotheek van Letland: 000202058
- Bibliotheek van het Japanse parlement: 00317844
- Nationale Bibliotheek van Tsjechië: jn20040413005
- Nationale bibliotheek van Australië: 36620350
- Nationale Bibliotheek van Israël: 987007449317205171
- Nationale Bibliotheek van Polen: a0000002686686
- Nederlandse Thesaurus van Auteursnamen: 140237380
- LIBRIS: 284258
- SNAC: w64j15ts
- Système universitaire de documentation: 03462497X
- Trove: 1336022
- Virtual International Authority File: 112523113
- WorldCat: E39PBJwXcmcWDfwjBCMYK7MgKd